# Incasarcus dianae
Incasarcus dianae is een hooiwagen uit de familie Gonyleptidae.